# Kohanivka, Zbaraj
Kohanivka (în ucraineană Коханівка) este localitatea de reședință a comunei Kohanivka din raionul Zbaraj, regiunea Ternopil, Ucraina.

## Demografie
Componența lingvistică a localității Kohanivka
     Ucraineană (94,49%)
     Rusă (5,51%)
Conform recensământului din 2001, majoritatea populației localității Kohanivka era vorbitoare de ucraineană (94,49%), existând în minoritate și vorbitori de rusă (5,51%).